# George Boateng
George Boateng (ur. 9 maja 1975 w Nkawkaw, Ghana) – holenderski piłkarz pochodzenia ghańskiego grający na pozycji defensywnego pomocnika.

## Kariera klubowa
Boateng urodził się w Ghanie, ale jeszcze jako dziecko wyemigrował z rodzicami do Holandii. Rodzina Boatengów osiedliła się w Rotterdamie, a George rozpoczął treningi w VV Spijkenisse, juniorskiej filii słynnego Feyenoordu. W 1994 roku trafił do drugoligowej filii Feyenoordu, Excelsioru i 4 marca 1995 zadebiutował w drugiej lidze meczem z BV Veendam (3:2). Latem 1996 Boateng w końcu został włączony do kadry Feyenoordu i niedługo potem zadebiutował w Eredivisie. W Feyenoordzie spędził 2,5 sezonu i rozegrał dla tego klubu 68 ligowych spotkań. Nie osiągnął sukcesów takich jak mistrzostwo Holandii czy Puchar Holandii, grał jedynie w Pucharze UEFA i Pucharze Zdobywców Pucharów.
Zimą 1998 przeszedł do angielskiego Coventry City F.C. Do zespołu ściągnął go ówczesny menedżer Gordon Strachan, który zapłacił za niego 225 tysięcy funtów. Z zespołem zajął 11. miejsce, a rok później dopiero 15., ale stał się solidnym defensywnym pomocnikiem. Latem 1999 roku Boateng przeszedł do Aston Villi za 4,5 miliona funtów. W tym samym sezonie doszedł z klubem z Birmingham do finału Pucharu Anglii, jednak zespół uległ Chelsea 0:1. W Aston Villi przez 3 sezony rozegrał blisko 130 meczów (we wszystkich rozgrywkach) i ugruntował swoją pozycję, będąc jednym z lepszych zawodników na swojej pozycji w lidze.
W 2002 roku znów zmienił klub. Middlesbrough F.C. zapłacił za niego 5 milionów funtów. W lidze zadebiutował w 1. kolejce, 17 sierpnia 2002 w zremisowanym 0:0 meczu z Southampton. Pod koniec sezonu doznał kontuzji kostki i poddał się operacji, dzięki czemu powrócił w pełni sprawny do składu w sezonie 2003/2004. W tamtym sezonie wywalczył Puchar Ligi Angielskiej, po wygranym 2:1 finale z Leicester City F.C. Było to pierwsze takie trofeum „Boro” w historii. W sezonie 2004/2005 przez 8 tygodni leczył kontuzję palca u nogi, a po powrocie poprowadził Middlesbrough do zajęcia 7. miejsca w lidze, gwarantującego start w Pucharze UEFA. W sezonie 2005/2006 dotarł z Middlesbrough aż do finału, jednak zespół nie sprostał hiszpańskiej Sevilli, przegrywając 0:4. Latem 2006 podpisał nowy 3-letni kontrakt z klubem, a po mianowaniu Garetha Southgate’a menedżerem zespołu otrzymał opaskę kapitana na sezon 2006/2007. W Middlesbrough George grał do końca sezonu 2007/2008.
10 lipca 2008 podpisał kontrakt z beniaminkiem Premiership, zespołem Hull City A.F.C. W nim zadebiutował 16 sierpnia 2008 w meczu z Fulham F.C. (2:1). W Hull grał przez dwa sezony, a w 2010 roku spadł z nim do Football League Championship. Latem 2010 podpisał kontrakt z grecką Skodą Ksanti.
W lipcu 2011 podpisał kontrakt z Nottingham Forest. Po sezonie 2011/2012 odszedł z Nottingham. Następnie występował w malezyjskim T-Team, gdzie w 2013 roku zakończył karierę.
| Sezon   | Klub               | Kraj     | Rozgrywki      | Mecze | Bramki |
| ------- | ------------------ | -------- | -------------- | ----- | ------ |
| 1994/95 | SBV Excelsior      | Holandia | Eerste divisie | 9     | 0      |
| 1995/96 | Feyenoord          | Holandia | Eredivisie     | 24    | 1      |
| 1996/97 | Feyenoord          | Holandia | Eredivisie     | 26    | 0      |
| 1997/98 | Feyenoord          | Holandia | Eredivisie     | 18    | 0      |
| 1997/98 | Coventry City      | Anglia   | Premier League | 14    | 1      |
| 1998/99 | Coventry City      | Anglia   | Premier League | 33    | 4      |
| 1999/00 | Aston Villa F.C.   | Anglia   | Premier League | 33    | 2      |
| 2000/01 | Aston Villa F.C.   | Anglia   | Premier League | 33    | 1      |
| 2001/02 | Aston Villa F.C.   | Anglia   | Premier League | 37    | 1      |
| 2002/03 | Middlesbrough F.C. | Anglia   | Premier League | 28    | 0      |
| 2003/04 | Middlesbrough F.C. | Anglia   | Premier League | 35    | 0      |
| 2004/05 | Middlesbrough F.C. | Anglia   | Premier League | 25    | 3      |
| 2005/06 | Middlesbrough F.C. | Anglia   | Premier League | 26    | 2      |
| 2006/07 | Middlesbrough F.C. | Anglia   | Premier League | 35    | 1      |
| 2007/08 | Middlesbrough F.C. | Anglia   | Premier League | 33    | 1      |
| 2008/09 | Hull City          | Anglia   | Premier League | 23    | 0      |
| 2009/10 | Hull City          | Anglia   | Premier League | 29    | 1      |
| 2010/11 | Skoda Ksanti       | Grecja   | Alpha Ethniki  | 19    | 2      |
| 2011/12 | Nottingham Forest  | Anglia   | Championship   | 5     | 1      |

## Kariera reprezentacyjna
W reprezentacji Holandii Boateng zadebiutował 10 listopada 2001 w zremisowanym 1:1 meczu z Danią. Następnie zagrał w meczu Anglią (1:1) w 2002 roku. Przez 3 lata nie grał w reprezentacji, a powrócił do niej za kadencji Marco van Bastena grając epizod z Włochami (1:3) w 2005 roku oraz z Ekwadorem (1:0) w 2006 roku.